# Munich Business School
Die Munich Business School (MBS) ist eine staatlich anerkannte und vom Wissenschaftsrat akkreditierte private Hochschule für Wirtschaft in München. Sie erhielt 1999 als erste private Hochschule in Bayern die staatliche Anerkennung. Die MBS gehört zur Euro-Schulen-Organisation.

## Geschichte

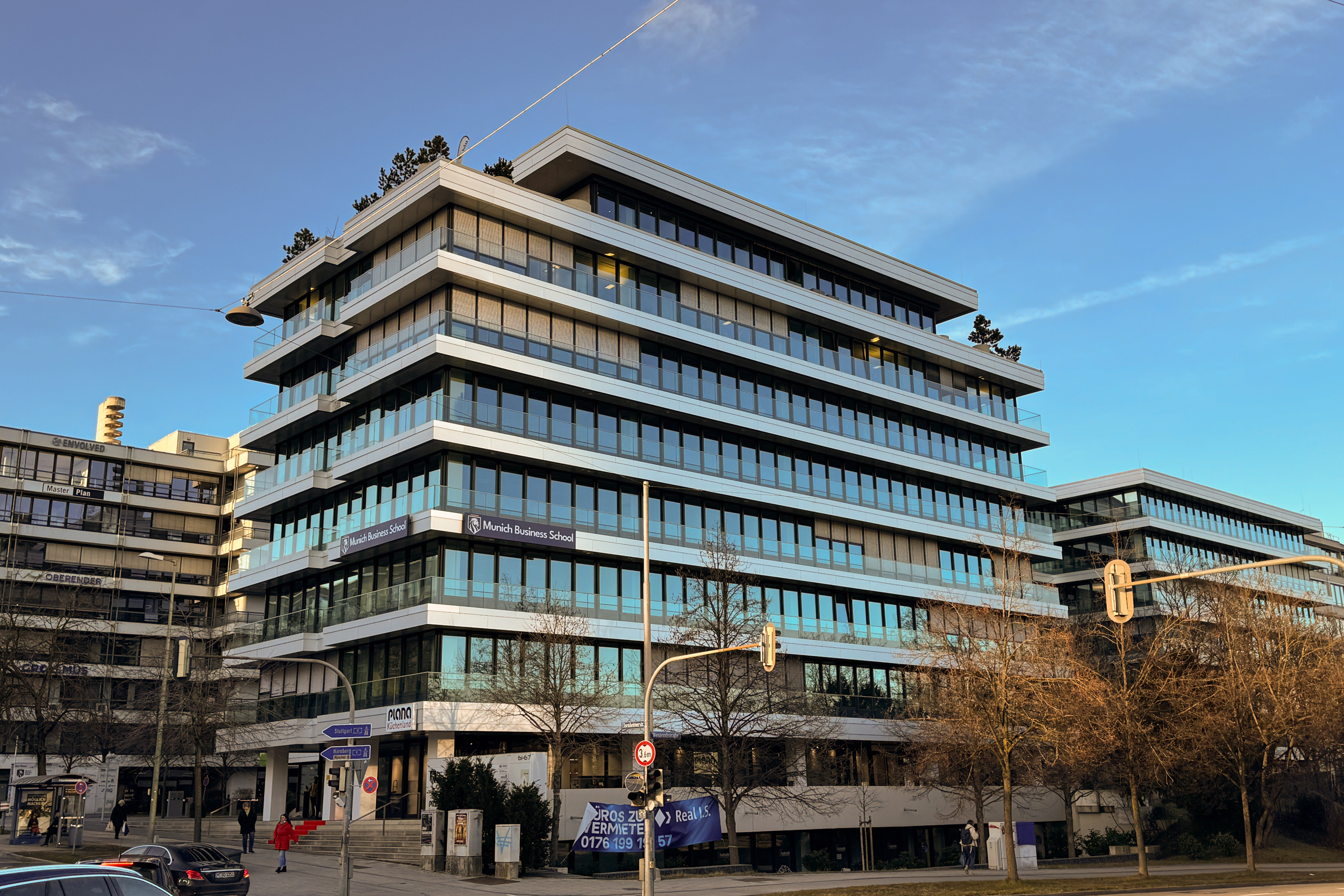
Gebäude der Munich Business School (2025)

1991 wurde die Munich Business School im Verbund der European Business Schools International (ebsi) unter dem Namen „eba München“ (Europäische Betriebswirtschafts-Akademie) auf private Initiative hin gegründet. Die Hochschule bietet seit ihrer Gründung ausschließlich betriebswirtschaftliche Studiengänge an. 1999 erfolgte die staatliche Anerkennung durch das Bayerische Staatsministerium für Wissenschaft, Forschung und Kunst. 2003 erfolgte die Umbenennung der Hochschule in Munich Business School und die Einführung eines Bachelor-Studienganges im Zuge des Bologna-Prozesses. 2004 kam der Master-Studiengang International Business hinzu, 2005 begann das erste Teilzeit-MBA-Studienprogramm an der Munich Business School. 2010 führte die Hochschule einen zweiten Master-Studiengang ein, den „Master Sports Business and Communication“. Im gleichen Jahr hat die MBS die institutionelle Akkreditierung unter Auflagen vom Wissenschaftsrat erhalten. Seit dem Wintersemester 2013/14 gibt es an der Hochschule ein Vollzeit-MBA-Studienprogramm, seit Januar 2015 außerdem ein DBA-Programm mit dem Abschluss Doctor of Business Administration in Kooperation mit der Sheffield Hallam University in Großbritannien.
Von 2009 bis 2015 war Rudolf Gröger Präsident der Hochschule. Im August 2017 übernahm Alfred Gossner das Amt und blieb bis Dezember 2024 im Amt. Seit März 2025 ist Jörg Schwitalla Präsident der Munich Business School.

## Entwicklung der Studierendenzahlen
Die Munich Business School hat in den letzten Jahren ein kontinuierliches Wachstum bei der Anzahl der eingeschriebenen Studierenden verzeichnet. Seit 2020 ist die Zahl der Studierenden von 832 auf 1008 im Jahr 2024 gestiegen. Die Anzahl der Nationalitäten, aus denen die Studierenden stammen, ist ebenfalls steigend. Im Jahr 2020 waren es 75 Nationalitäten, während diese Zahl bis 2024 auf 82 angestiegen ist. Im Jahr 2024 gehören die stärksten Länder der Studierenden an der Munich Business School zu den folgenden: Deutschland, Indien, China, Taiwan, USA, Italien und Spanien.
| Jahr | Immatrikulierte Studierende | Nationalitäten |
| ---- | --------------------------- | -------------- |
| 2020 | 832                         | 75             |
| 2021 | 850                         | 81             |
| 2022 | 883                         | 80             |
| 2023 | 891                         | 88             |
| 2024 | 1002                        | 82             |

## Akkreditierung & Rankings
Alle Studiengänge der Munich Business School sind staatlich durch das Bayerische Staatsministerium für Bildung und Kultus, Wissenschaft und Kunst anerkannt und von der FIBAA (Foundation for International Business Administration Accreditation) akkreditiert. Außerdem erhielt die Munich Business School 2010 eine institutionelle Akkreditierung durch den Wissenschaftsrat und wurde 2015 unter Auflagen für weitere fünf Jahre reakkreditiert
| Ranking                                               | 2022    | 2021    | 2020    | 2018    | 2016    | 2011    | 2010    | 2009    |
| ----------------------------------------------------- | ------- | ------- | ------- | ------- | ------- | ------- | ------- | ------- |
| Wirtschaftswoche (Die besten Fachhochschulen für BWL) | Platz 3 | Platz 3 | Platz 4 | Platz 6 | Platz 7 | Platz 6 | Platz 8 | Platz 9 |

## Studienprogramme
Die Munich Business School bietet Studienprogrammen an, die auf unterschiedliche akademische und berufliche Ziele ausgerichtet sind. Die Programme umfassen Bachelor-, Master-, MBA- und DBA-Abschlüsse und bieten sowohl deutsch- als auch englischsprachige Optionen.

### Bachelorstudiengänge
Das Bachelorstudium in Internationale Betriebswirtschaftslehre erstreckt sich über 7 Semester und umfasst 210 Credit Points (ECTS-Punkte). Ein integraler Bestandteil des Programms ist ein Auslandssemester, das die internationale Ausrichtung der Ausbildung unterstreicht. Die Studierenden haben seit 2008 die Möglichkeit, zwischen einem zweisprachigen Zweig (Bilingual Track) und einem rein englischsprachigen Zweig (English Track) zu wählen. Der Studiengang führt zu einem Abschluss als Bachelor of Arts.

### Masterstudiengänge
Die Masterstudiengänge (M.A.) werden ausschließlich in englischer Sprache angeboten und sind auf drei Semester mit 90 ECTS-Punkten angelegt. Die Programme beinhalten ebenfalls ein Semester im Ausland, um den internationalen Fokus zu stärken. Aktuell werden fünf spezialisierte Masterprogramme angeboten:
- Master in International Business
- Master in Innovation and Entrepreneurship
- Master in International Marketing and Brand Management
- Master in Sports Management and Media
- Master in Finance (seit 2024)

### MBA-Programme
Die MBA-Programme sind englischsprachig und richten sich an Fach- und Führungskräfte. Das Vollzeitprogramm im General Management umfasst zwei Semester und 60 ECTS-Punkte. Ein besonderes Merkmal des Programms ist ein Kurzaufenthalt im Ausland im Rahmen des Executive MBA-Konsortiums.

### DBA-Doktorprogramm
Das Doctor of Business Administration (DBA)-Programm wird in Kooperation mit der Sheffield-Hallam-Universität seit 2014 angeboten und richtet sich an berufserfahrene Führungskräfte. Es handelt sich um ein englischsprachiges Teilzeit-Doktoratsprogramm, das eine Dauer von 48 Monaten umfasst. Der Abschluss berechtigt zur Führung des Titels „Doctor of Business Administration (DBA)“. Im Jahr 2024 wurde die Munich Business School als erste deutsche Business School Mitglied des Executive DBA Council (EDBAC), einer internationalen Vereinigung zur Förderung und Qualitätssicherung von Doctor of Business Administration (DBA) Programmen.

## Forschung
Die Munich Business School legt in ihrem Forschungsansatz einen Fokus auf Lösungen für wirtschaftliche und gesellschaftliche Herausforderungen. Die Forschung konzentriert sich auf zwei zentrale Bereiche: Digitale Transformation und International Business. Diese Forschungsfelder spiegeln aktuelle wirtschaftliche und gesellschaftliche Entwicklungen wider und untersuchen den Einfluss dieser Megatrends auf Unternehmen und die globale Wirtschaft. Die Umsetzung von Forschungsprojekten erfolgt unter anderem im Rahmen von EU-geförderten Programmen.
Ein zentrales Element der Forschungsaktivitäten an der MBS ist das European Center for Social Finance (ECSF), das im Herbst 2018 gegründet wurde. Das Kompetenzzentrum hat das Ziel, die Expertise der MBS in den Bereichen Social Entrepreneurship und Social Finance zu bündeln und eine Plattform für angewandte Forschung in diesen Feldern zu bieten. Das Center widmet sich der akademischen Forschung, der Bereitstellung von Business Intelligence und der technischen Unterstützung im Bereich Social Finance.

## Partnerhochschulen
Die Munich Business School pflegt partnerschaftliche Beziehungen zu über 60 Hochschulen weltweit:
- Bond University, University of Melbourne
- MCI Management Center Innsbruck
- Brock University, Université Laval, University of Victoria
- Fudan-Universität, Tongji University, University of Hong Kong
- Oxford Brookes University, Regent’s University London
- Corvinus-Universität Budapest
- Università Commerciale Luigi Bocconi
- Instituto Tecnológico y de Estudios Superiores de Monterrey
- University of Auckland
- Wirtschaftsuniversität Krakau
- Singapore Management University
- Universität Kapstadt
- Seoul National University
- Universität Pompeu Fabra
- Boston University, Florida International University

## Initiativen
Women in Leadership
Die Initiative „Women in Leadership@MBS“ an der Munich Business School verfolgt das Ziel, weibliche Führungskräfte in einem Netzwerk von Studierenden, Dozenten, Fachkräften, Alumni sowie Unternehmen und Organisationen zu vernetzen und zu fördern. Im Rahmen der Initiative wird eine Gemeinschaft aufgebaut, die sich für eine gleichberechtigte und vielfältige Geschäftswelt einsetzt. Dabei liegt der Fokus auf der Förderung einer diversen und inklusiven Unternehmenskultur.
Ein Bestandteil der Initiative ist die MBS Female Leadership Lounge, die es Studentinnen ermöglicht, sich mit erfahrenen weiblichen Führungskräften auszutauschen und von deren beruflichen und persönlichen Erfahrungen zu lernen. Ziel ist es, den Teilnehmerinnen Unterstützung bei ihrer beruflichen und persönlichen Weiterentwicklung zu bieten.
Zu den Mentorinnen gehören:
- Bettina Dietsche,
- Irene Bader
- Anna Kopp
- Rita Niedermayr
- Dilek Bocuk

## Dozenten & Alumni

### Dozenten
- Axel Balkausky
- Hagen Boßdorf
- Wolf-Dieter Poschmann
- Carsten Rennhak
- Julia Scharf
- Brigitte Moser-Weithmann

### Alumni
- Alessandra Jovy-Heuser

## Kompetenzzentren
Courage Center of Global Family Business an der Munich Business School
Das Center ist eine Kooperation der Munich Business School und Courage und versteht sich als Think Tank für Familienunternehmen. Neben verschiedenen Weiterbildungsangeboten in Bereichen des Entrepreneurship und Familienunternehmen betreibt das Center aktuelle Forschung im selbigen Bereich.

## Außercurriculares
- MBS Helps e. V. ist eine Initiative, in der sich Studenten gemeinnützig betätigen.
- MBS-Invest ist der Finanz- und Investment-Verein der Munich Business School.
- MBS Get2Together organisiert soziale, kulturelle und sportliche Veranstaltungen für die Studentenschaft.
- International Buddy Program unterstützt sowohl das Akademische Auslandsamt als auch die Internationalen Programme der MBS.
- MBS Entrepreneurship Society widmet sich dem Thema Entrepreneurship und Innovation.
- MBS Sports and Social Events organisiert sportliche Aktivitäten und Besuche von Sportveranstaltungen für die Studierenden.[19]